# 島唄 (オリジナル・ヴァージョン)
「島唄 (オリジナル・ヴァージョン)」（しまうた オリジナル・ヴァージョン）は、日本の音楽グループであるTHE BOOMが1993年6月21日に発表した11枚目のシングル。

## 背景
THE BOOMの代表曲であり、同バンドの名が一躍全国に知られることとなった作品。単なるラブソングとして解釈されることも多いが、実際には宮沢和史が「ひめゆり平和記念資料館」を訪れた際に受けた衝撃を元に作られた、沖縄戦とその犠牲者への思いを歌った鎮魂歌である。
この曲は、1992年のアルバム『思春期』からのシングルカットということになっているが、実際にはシングルに収録されているのは、1992年に発売のベスト・アルバム『THE BOOM』に収録されているリミックスが施されたヴァージョンである。
1992年に発表した「島唄 (ウチナーグチ・ヴァージョン)」の沖縄でのヒットを受け、標準語で歌われた「オリジナル・ヴァージョン」の全国発売の要望も高まったことから発売された。しかしTHE BOOMとしては当初、本作のリリースを考えていなかったという。
この曲は中学校の英語教科書Sunshineに経緯が紹介された。

## 紅白歌合戦での披露
1993年に行われた『第44回NHK紅白歌合戦』に出場し、ウチナーグチ・ヴァージョンを披露した。

## 記録
当時の沖縄ブームと、前年の「ウチナーグチ」の沖縄でのヒットも話題となり、この曲も幅広い層に高く評価され、全国で150万枚を売り上げる大ヒットとなった。
同年の『第35回日本レコード大賞』において「ベストソング賞」を受賞した。

## プロモーション
この曲のヒットでTHE BOOMは多くの音楽番組に出演したが、そのたびにTHE BOOMのメンバーが「沖縄出身ではない」ことが話題にされた。

## ミュージック・ビデオ
ミュージック・ビデオは竹富島で撮影したもの。監督は真喜屋力。

## アートワーク
ジャケットは、PVに出てくる映像の一部が使われている。

## 別バージョン
元々「島唄」という歌は、1992年1月発売のアルバム『思春期』の収録曲の1曲であり、本当の意味での“オリジナル”という点では、この『思春期』収録のヴァージョンのこととなる。『思春期』発売から8か月後の同年9月、ベスト・アルバム『THE BOOM』が発売された際、リミックスされた音源で「島唄」が収録された。
その3か月後の同年12月に、沖縄で放送された瑞穂酒造の泡盛「クロッシー」のCMに起用されたことで県内でヒットし、沖縄言葉で収録されたものがシングル「島唄 (ウチナーグチ・ヴァージョン)」として発売。
1993年6月に発売されたシングル「島唄 (オリジナル・ヴァージョン)」は、音源としては2番目、アルバム「THE BOOM」収録のリミックス・ヴァージョンであるが、先にシングルとして発売された沖縄言葉（ウチナーグチ・ヴァージョン）と区別するため「オリジナル・ヴァージョン」と表記された。
上述のように、最初のものという意味での「オリジナル」とは意味合いが異なっている。

## 収録曲
| 全作詞・作曲: 宮沢和史、全編曲: THE BOOM。 |                                    |          |            |      |
| #                                          | タイトル                           | 作詞     | 作曲・編曲 | 時間 |
| 1.                                         | 「島唄」(オリジナル・ヴァージョン) | 宮沢和史 | 宮沢和史   | 5:03 |
| 2.                                         | 「100万つぶの涙」                  | 宮沢和史 | 宮沢和史   | 3:17 |
| 3.                                         | 「島唄」(オリジナル・カラオケ)     | 宮沢和史 | 宮沢和史   | 5:03 |
| 合計時間:                                  | 合計時間:                          | 13:23    |            |      |